# Relations entre l'Azerbaïdjan et le Danemark

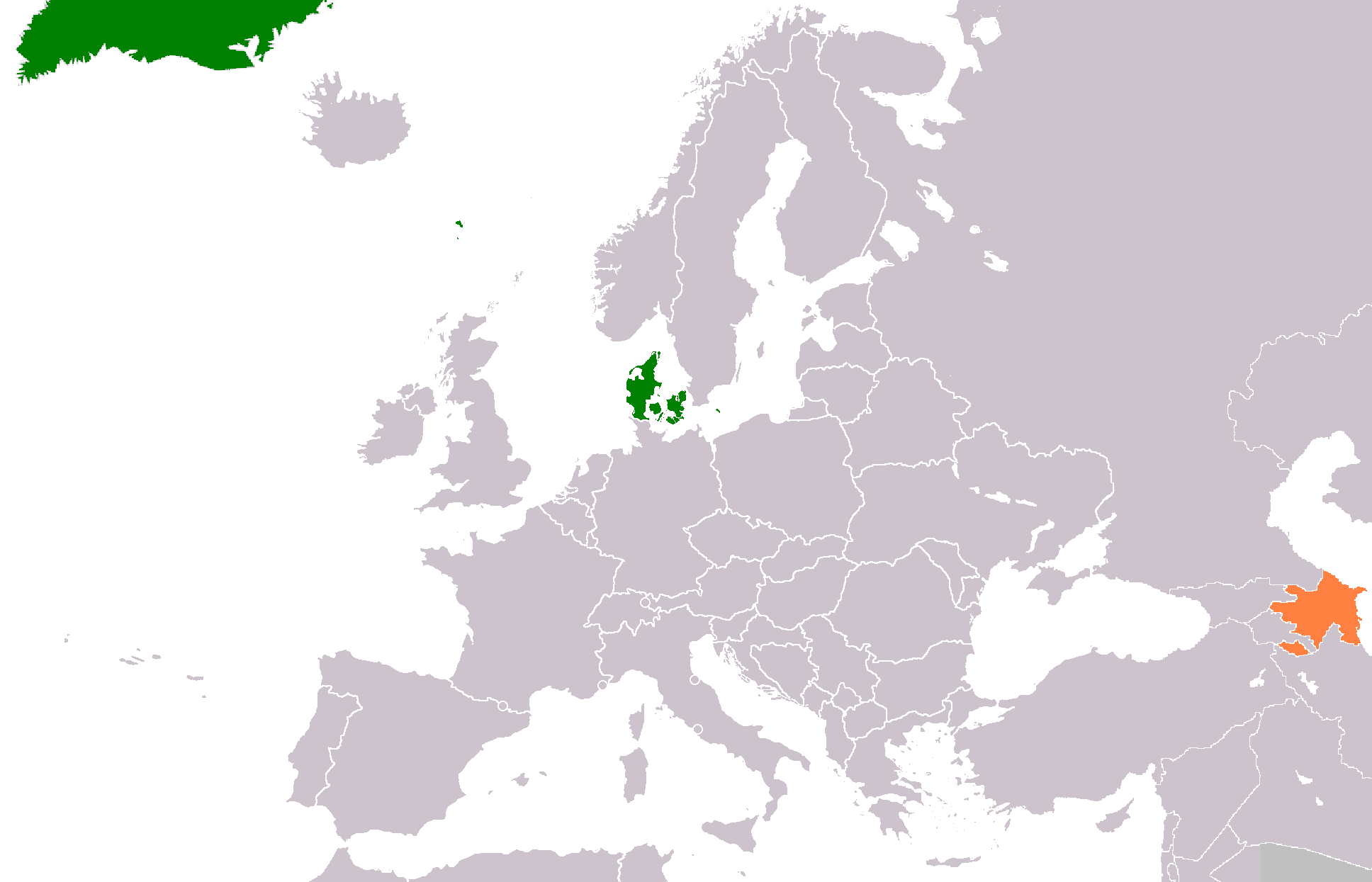

Les relations entre l'Azerbaïdjan et le Danemark font référence aux relations bilatérales entre l'Azerbaïdjan et le Danemark. L'ambassade non-résidente d'Azerbaïdjan au Danemark est située à Londres, au Royaume-Uni. Le Danemark a un consulat à Bakou. Le Danemark a reconnu l'indépendance de l'Azerbaïdjan le 31 décembre 1991. Le 2 avril 1992, les relations diplomatiques entre les deux pays ont été établies. Les relations bilatérales entre les deux pays sont décrites comme "amicales" et "coopératives". 

## Histoire
L’Azerbaïdjan soviétique et le Danemark ont maintenu des relations amicales, l’Azerbaïdjan soviétique a envoyé un émissaire au Danemark. En 1996, le Conseil danois pour les réfugiés a ouvert une opération en faveur des réfugiés. Entre 1997 et 2004, le Danemark a fourni 14 millions de dollars aux réfugiés azerbaïdjanais. En 2010, les discussions diplomatiques ont continué d'explorer les possibilités d'amélioration de la relation, en examinant des questions telles que le développement futur du commerce économique.

## Coopération
L'Azerbaïdjan et le Danemark coopèrent au sein des Nations unies, de l'OSCE et du Conseil de l'Europe et souhaitent développer une coopération efficace. En 2006, le Danemark s’est abstenu de voter pour le projet de résolution "Conflits à long terme sur les territoires des États membres du groupe GUAM: conséquences pour la paix, la sécurité et le développement internationaux". L’Ambassadeur Gourbanov a déclaré que les entreprises danoises manifestaient un intérêt accru pour la conduite d’activités commerciales dans l’économie de l’Azerbaïdjan et qu '"il existe de grandes possibilités d'approfondissement des liens économiques".
En 2004, le Parlement azerbaïdjanais a voté en faveur de la ratification d'un mémorandum azerbaïdjanais sur l'application du protocole de Kyoto, aux termes duquel le Danemark s'est engagé à financer une série de projets visant à réduire les émissions de gaz à effet de serre en Azerbaïdjan.
Le Danemark coopère également avec l'Azerbaïdjan pour instaurer la paix et la stabilité politique dans le Caucase. Le Danemark a versé 4 millions de dollars à des programmes visant à atteindre cet objectif. Le «groupe d'amitié Azerbaïdjan-Danemark» a été créé au parlement azéri et est présidé par Azer Amirslanov.
La brasserie danoise Carlsberg a acheté la brasserie Bakou-Castel en 2008. En 2011, Vestas a livré un parc éolien d'une capacité de 48 mégawatts à l'Azerbaïdjan.
Le fromage blanc de la société danoise Arla Foods est très populaire en Azerbaïdjan. En trois mois, Arla a vendu 1,5 million de paquets de fromage Tetra Pak à l'Azerbaïdjan.

## Visites d'Etat
Le Président de l'Azerbaïdjan, Heydar Aliyev, s'est rendu du 6 mars au 12 mars 1995 au Danemark. Au cours de sa visite, il a rencontré la reine Margrethe II du Danemark et le Premier ministre danois Poul Nyrup Rasmussen. Le ministre danois des Affaires étrangères, Per Stig Møller, s'est rendu en Azerbaïdjan pour discuter de la coopération bilatérale entre l'Azerbaïdjan, le Danemark et le ministre azerbaïdjanais des Affaires étrangères, Elmar Mammadyarov. Le politicien azerbaïdjanais Bahar Mouradova s'est rendu au Danemark le 24 mai 2010.

## Culture
Le 31 mai 2010, un événement marquant la fête de la République de l'Azerbaïdjan s'est tenu à Copenhague. Le 20 janvier 2011, la Société d'unité Danemark-Azerbaïdjan-Turquie a organisé à Copenhague un événement marquant l'anniversaire du mois de janvier noir.
Le 26 février 2011, une cérémonie commémorant le génocide de Khojaly s'est déroulée au Danemark, réunissant des représentants des communautés turque et azerbaïdjanaise.